# Élections législatives équatoriennes de 2017
Les élections législatives équatoriennes de 2017 se tiennent le 19 février 2017 pour élire les 137 membres de l'Assemblée nationale et les cinq représentants au Parlement andin.

## Contexte
Les élections législatives de 2017 interviennent le même jour que le premier tour de l'élection présidentielle. Rafael Correa, président de la République depuis 2006, ne brigue pas de troisième mandat consécutif, conformément à la Constitution, et soutient Lenín Moreno, ancien vice-président et candidat investi par son mouvement Alianza País (AP) pour lui succéder. Les principales forces politiques en présence outre AP sont l'alliance mouvement CREO-mouvement SUMA (es), soutenant la candidature présidentielle de Guillermo Lasso et des candidatures législatives communes dans toutes les provinces, et le Parti social-chrétien avec la candidature présidentielle de Cynthia Viteri. L'enjeu de ces élections est le maintien ou non de la prééminence d'AP à l'Assemblée Nationale, AP ayant obtenu lors des élections générales de 2013 une très large majorité de 100 sièges sur 137.

## Système électoral

Sièges par province.

L'Assemblée nationale (en espagnol : Asamblea Nacional) est un parlement unicaméral composé de 137 sièges pourvus pour quatre ans selon un mode de scrutin mixte principalement proportionnel.
Sur ce total, 116 sièges sont pourvus au scrutin proportionnel plurinominal avec listes ouvertes dans 31 circonscriptions de deux à six sièges appelés districts. Chacune des 24 provinces correspond à un district à l'exception des trois plus peuplées — Guayas, Pichincha et Manabí —, qui sont subdivisées en plusieurs districts : quatre pour les provinces du Guayas et du Pichincha, deux pour la province du Manabí. Le nombre de sièges par province varie ainsi  entre deux pour les provinces les moins peuplées et 20 pour la Province du Guayas. Après décompte des suffrages, les sièges sont répartis à la proportionnelle dans chaque district selon la méthode d'Hondt.
À ces sièges s'ajoutent 15 autres également pourvus au scrutin proportionnel plurinominal dans une unique circonscription nationale, répartis selon la méthode de Sainte-Laguë.
Enfin, six sièges réservés à la diaspora des équatoriens vivant à l'étranger sont pourvus dans trois circonscriptions de deux sièges chacune au scrutin majoritaire plurinominal. Les électeurs disposent de deux voix qu'ils attribuent à raison d'une voix par candidats. Après décompte des suffrages, les deux candidats arrivés en tête dans chaque circonscription sont élus.
Les listes doivent obligatoirement alterner entre candidats de chaque sexe. Les députés sont par ailleurs limités à un maximum de deux mandats, consécutifs ou non.L'âge minimum ouvrant le droit de vote est de 16 ans, et le vote est obligatoire de 18 à 65 ans.

## Résultat

### Résultats nationaux
| Parti | Parti                                      | Sièges |
| ----- | ------------------------------------------ | ------ |
|       | Alianza País                               | 74     |
|       | CREO-SUMA                                  | 34     |
|       | Parti social-chrétien (Équateur)           | 15     |
|       | Pachakutik                                 | 4      |
|       | Parti de la gauche démocratique (Équateur) | 4      |
|       | Parti société patriotique 21 janvier       | 2      |
|       | Équateur Vigueur                           | 1      |
|       | Autres                                     | 3      |
| Total | Total                                      | 137    |

### Résultat détaillé par circonscription
| Provincias                           |    |    |    |   |   |   |   |   | UPP |   | Total |
| ------------------------------------ | -- | -- | -- | - | - | - | - | - | --- | - | ----- |
| National                             | 7  | 3  | 3  |   | 1 |   | 1 |   |     |   | 15    |
| Azuay                                | 3  | 2  |    |   |   |   |   |   |     |   | 5     |
| Bolívar                              | 1  | 2  |    |   |   |   |   |   |     |   | 3     |
| Cañar                                | 1  | 1  |    | 1 |   |   |   |   |     |   | 3     |
| Carchi                               | 1  |    |    |   | 1 |   |   | 1 |     |   | 3     |
| Chimborazo                           | 2  | 2  |    |   |   |   |   |   |     |   | 4     |
| Cotopaxi                             | 2  | 1  |    | 1 |   |   |   |   |     |   | 4     |
| El Oro                               | 2  | 1  | 2  |   |   |   |   |   |     |   | 5     |
| Esmeraldas                           | 2  | 1  | 1  |   |   |   |   |   |     |   | 4     |
| Galápagos                            | 1  | 1  |    |   |   |   |   |   |     |   | 2     |
| Guayas - District 1                  | 3  |    | 2  |   |   |   |   |   |     |   | 5     |
| Guayas - District 2                  | 2  | 1  | 2  |   |   |   |   |   |     |   | 5     |
| Guayas - District 3                  | 2  | 1  | 2  |   |   |   |   |   |     |   | 5     |
| Guayas - District 4                  | 3  | 1  | 1  |   |   |   |   |   |     |   | 5     |
| Imbabura                             | 3  | 1  |    |   |   |   |   |   |     |   | 4     |
| Loja                                 | 2  | 2  |    |   |   |   |   |   |     |   | 4     |
| Los Ríos                             | 4  | 1  | 1  |   |   |   |   |   |     |   | 6     |
| Manabí - District 1                  | 3  | 1  |    |   |   |   |   |   |     |   | 4     |
| Manabí - District 2                  | 5  |    |    |   |   |   |   |   |     |   | 5     |
| Morona Santiago                      | 1  |    |    | 1 |   |   |   |   |     |   | 2     |
| Napo                                 | 1  |    |    |   |   | 1 |   |   |     |   | 2     |
| Orellana                             | 1  |    |    | 1 |   |   |   |   |     |   | 2     |
| Pastaza                              |    | 1  |    |   |   |   |   |   | 1   |   | 2     |
| Pichincha - District 1               | 2  | 2  |    |   |   |   |   |   |     |   | 4     |
| Pichincha - District 2               | 4  | 1  |    |   |   |   |   |   |     |   | 5     |
| Pichincha - District 3               | 3  | 1  |    |   |   |   |   |   |     |   | 4     |
| Pichincha - District 4               | 2  | 1  |    |   |   |   |   |   |     |   | 3     |
| Santa Elena                          | 2  |    |    |   |   |   |   |   |     | 1 | 3     |
| Santo Domingo                        | 3  | 1  |    |   |   |   |   |   |     |   | 4     |
| Sucumbíos                            | 1  |    |    |   | 1 | 1 |   |   |     |   | 3     |
| Tungurahua                           | 1  | 2  | 1  |   |   |   |   |   |     |   | 4     |
| Zamora Chinchipe                     |    | 1  |    |   | 1 |   |   |   |     |   | 2     |
| Amérique latine, Caraïbes, y Afrique | 1  | 1  |    |   |   |   |   |   |     |   | 2     |
| États-Unis et Canada                 | 1  | 1  |    |   |   |   |   |   |     |   | 2     |
| Europe, Asie, et Océanie             | 2  |    |    |   |   |   |   |   |     |   | 2     |
| Total                                | 74 | 34 | 15 | 4 | 4 | 2 | 1 | 1 | 1   | 1 | 137   |